# Helmut Duell
Helmut Duell (* 9. September 1942) ist ein ehemaliger deutscher Handballspieler und Hochschullehrer.

## Werdegang
1964 nahm Duell ein Studium an der Deutschen Sporthochschule Köln (DSHS) auf und schloss dieses als Diplom-Sportlehrer ab. An der DSHS war er von 1969 bis 2007 als Hochschullehrer in den Bereichen Handball und Freizeitpädagogik tätig. Duell war an mehreren Veröffentlichungen in Fachzeitschriften wie Sportunterricht sowie Lehre und Praxis des Handballspiels beteiligt, des Weiteren wirkte er an Büchern wie Situationsgerechtes Entscheidungsverhalten im Angriff, Das Mannschaftsspiel und Mini-Handball mit.
Duell zählte zwischen 1966 und 1970 zur bundesdeutschen Handballnationalmannschaft. 1967 nahm der Torhüter an der Weltmeisterschaft in Schweden teil und erreichte den sechsten Platz. Auf Vereinsebene spielte er für den RSV Mülheim.
Anfang der 1970er Jahre trainierte Duell die Mannschaft des TV Weißenthurm. Ab 2005 brachte sich Duell beim Verbandsligisten TV Refrath als Sportlicher Leiter ein. 2008 leitete er im Auftrag des Deutschen Olympischen Sportbunds ein Handball-Projekt in Kenia.